# Ламанай
Ламанай (Lamanai) — руины некогда одного из наиболее значимых церемониальных центров цивилизации майя, расположенных на территории современного Белиза. Город находится на берегу 48-километровой лагуны в северо-центральном Белизе.
Название Ламанай означает на языке майя «утонувший крокодил». Город насчитывает трёхтысячелетнюю историю, именно столько времени без перерывов здесь жили люди. Во время классического периода развития цивилизации майя (около 250 года — 900 года н. э.) население города достигало 20 000 жителей. В противоположность другим городам майя Ламанай был ещё заселён, когда в Белиз в XVI веке вторглись испанцы.

Галерея
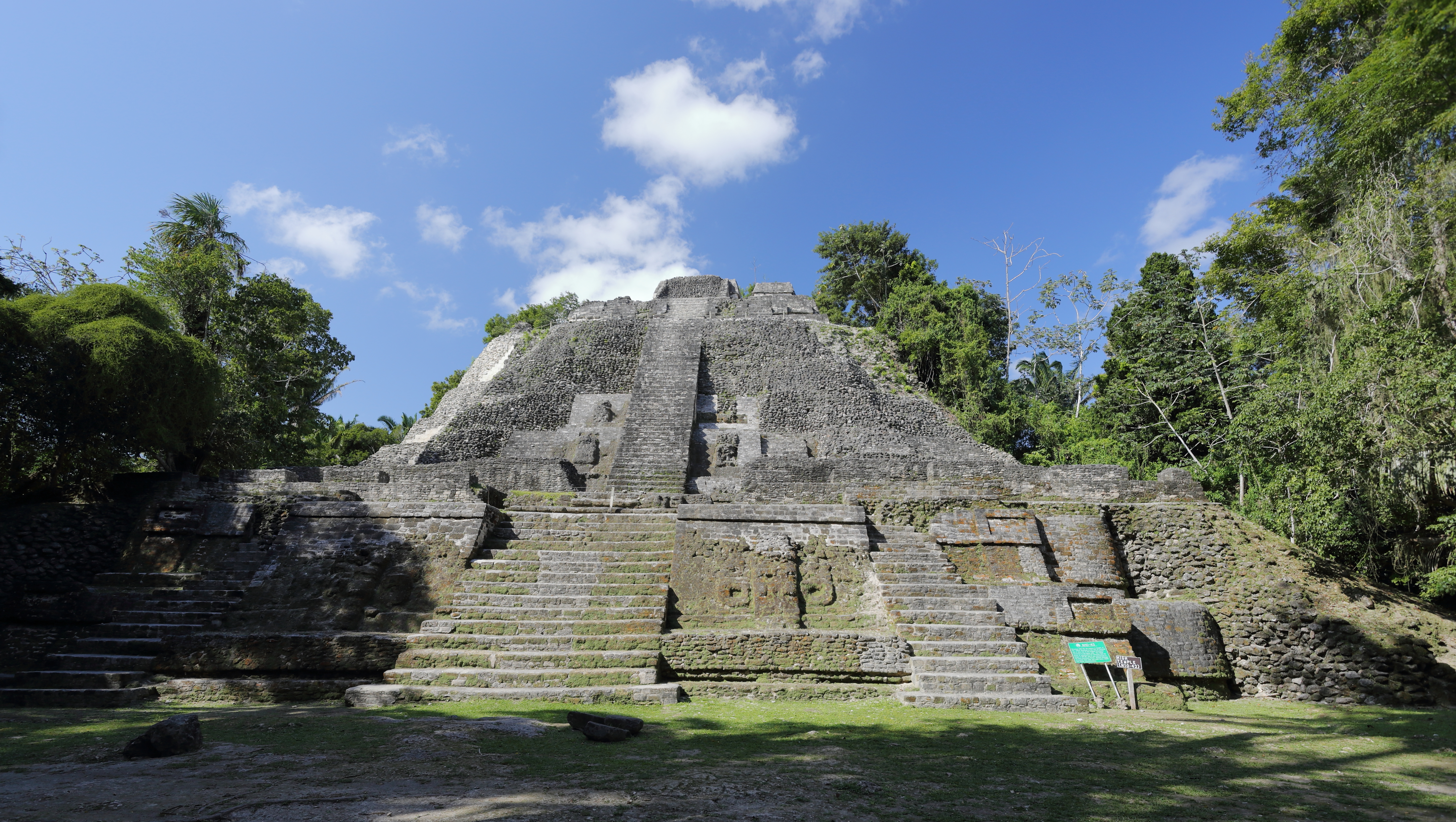
Большая пирамида
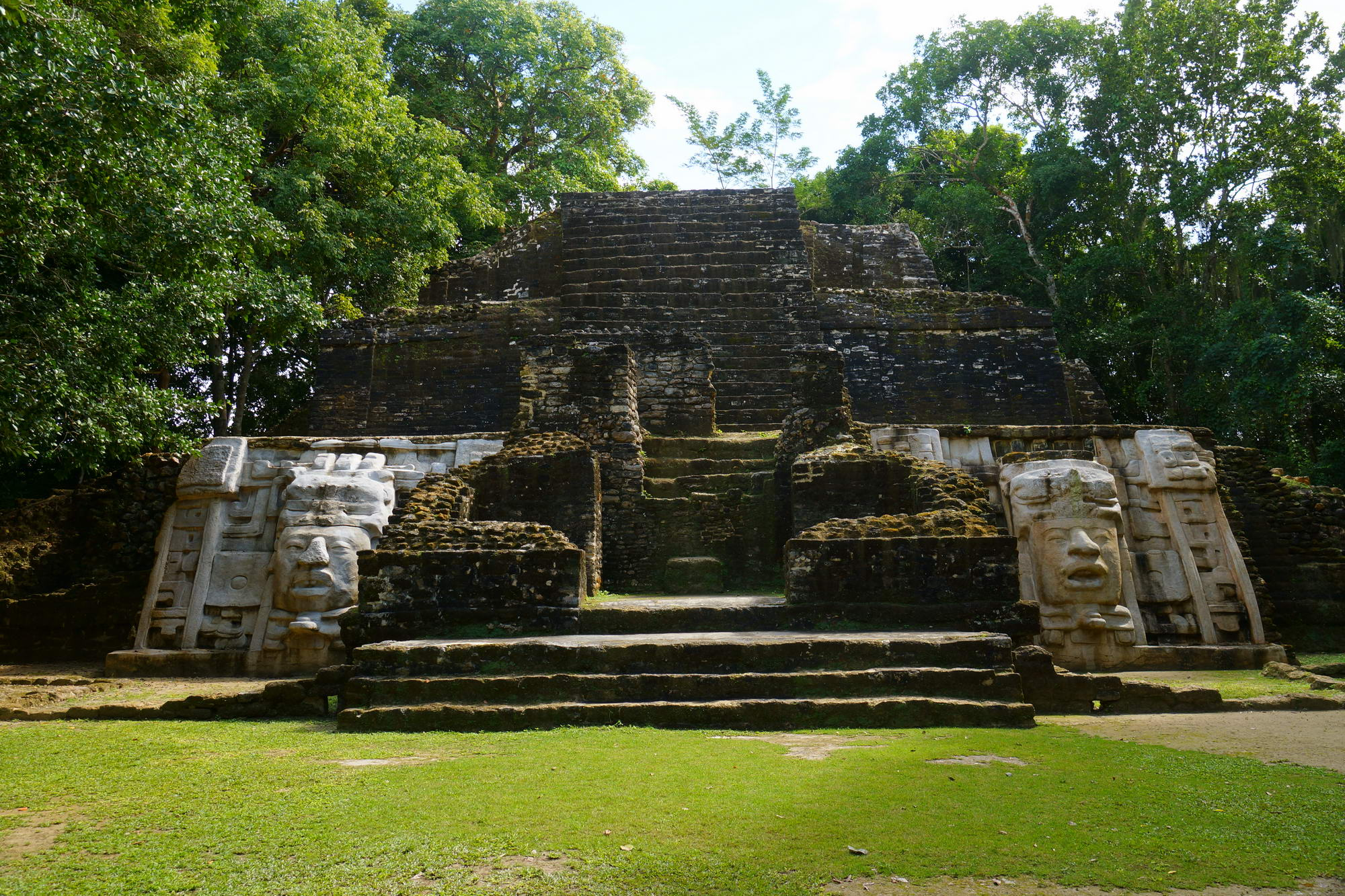
Пирамида масок (Mask Temple)
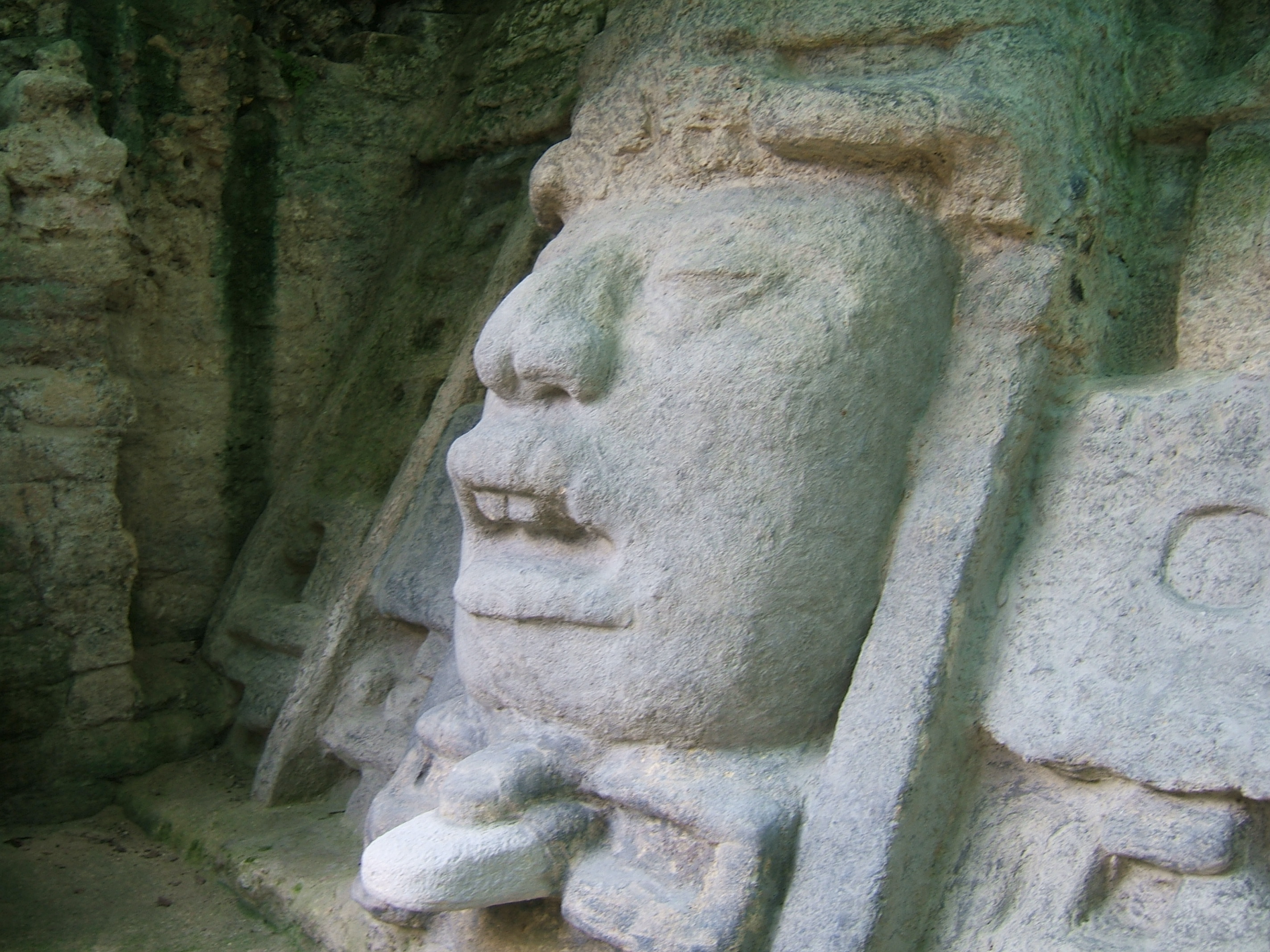
Пирамида масок
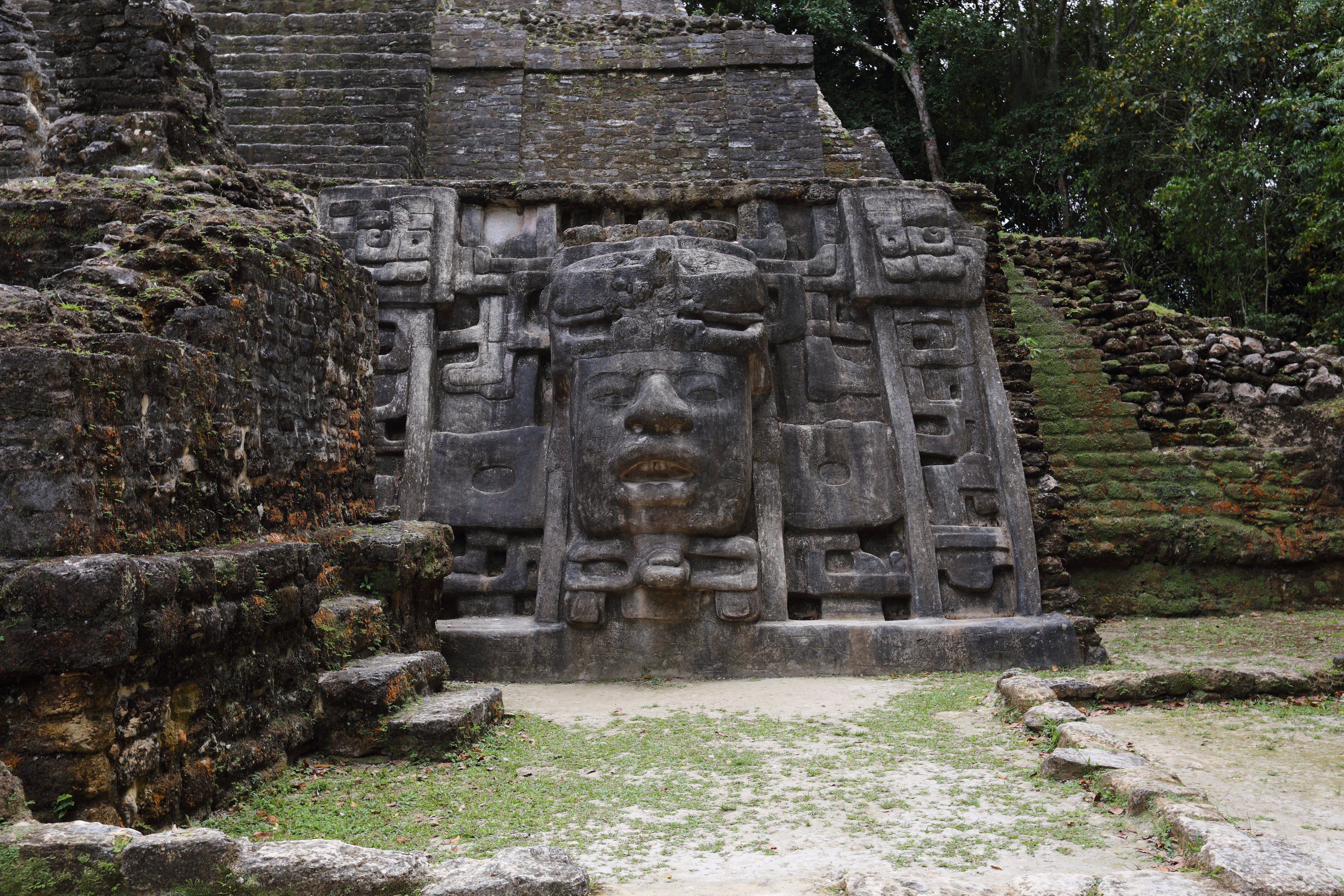
Пирамида масок
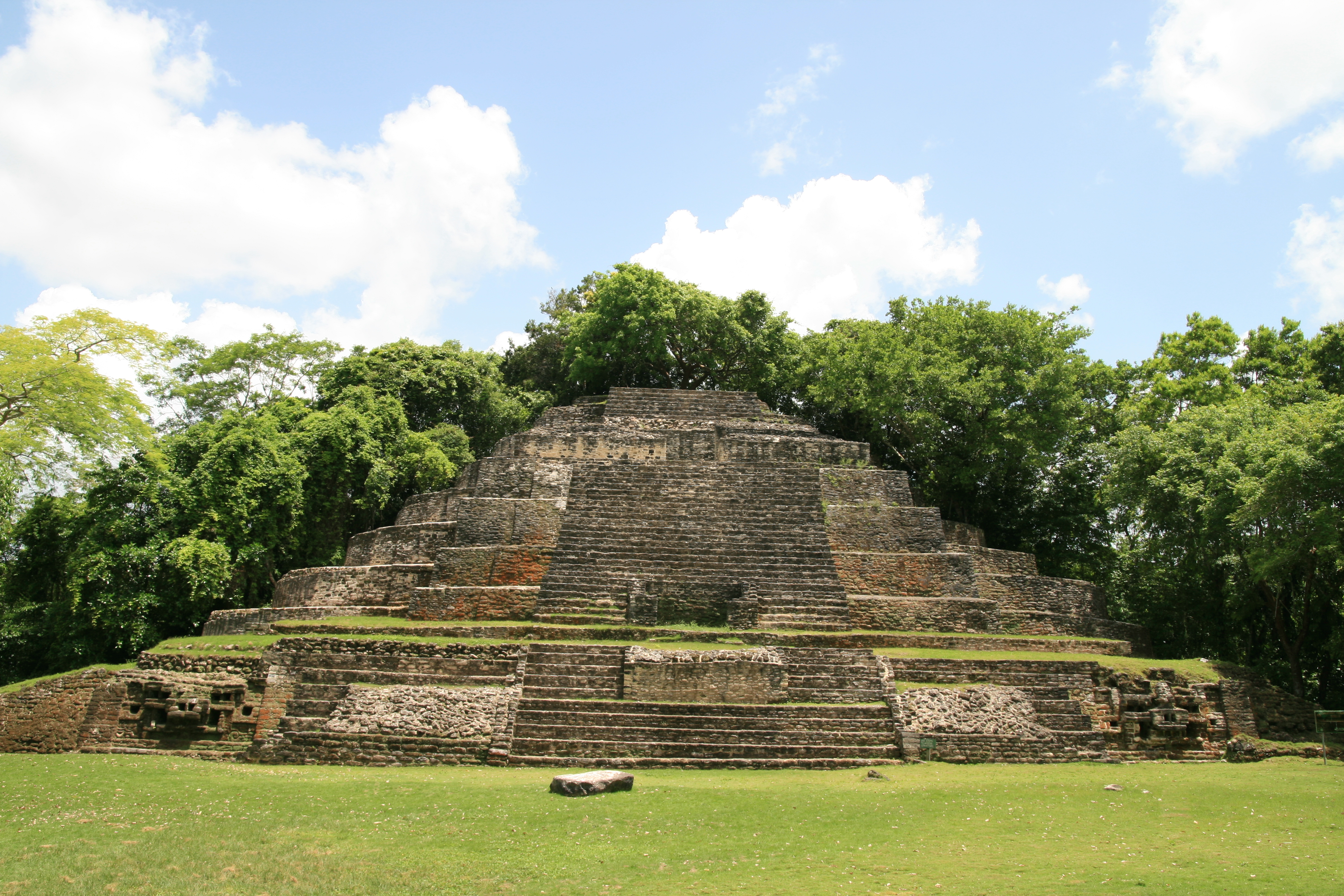
Пирамида ягуара
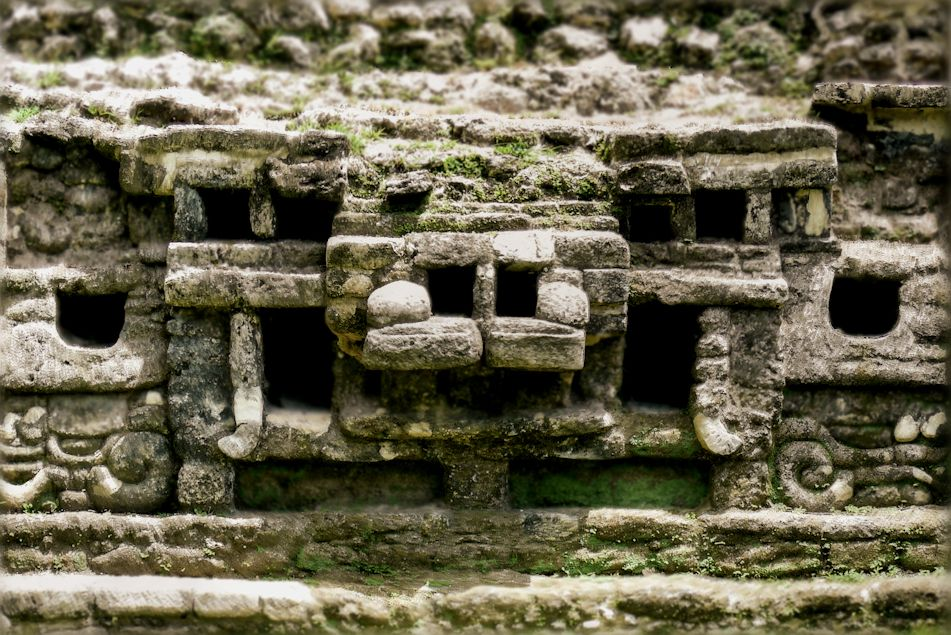
Левое фронтальное изображение на Пирамиде ягуара
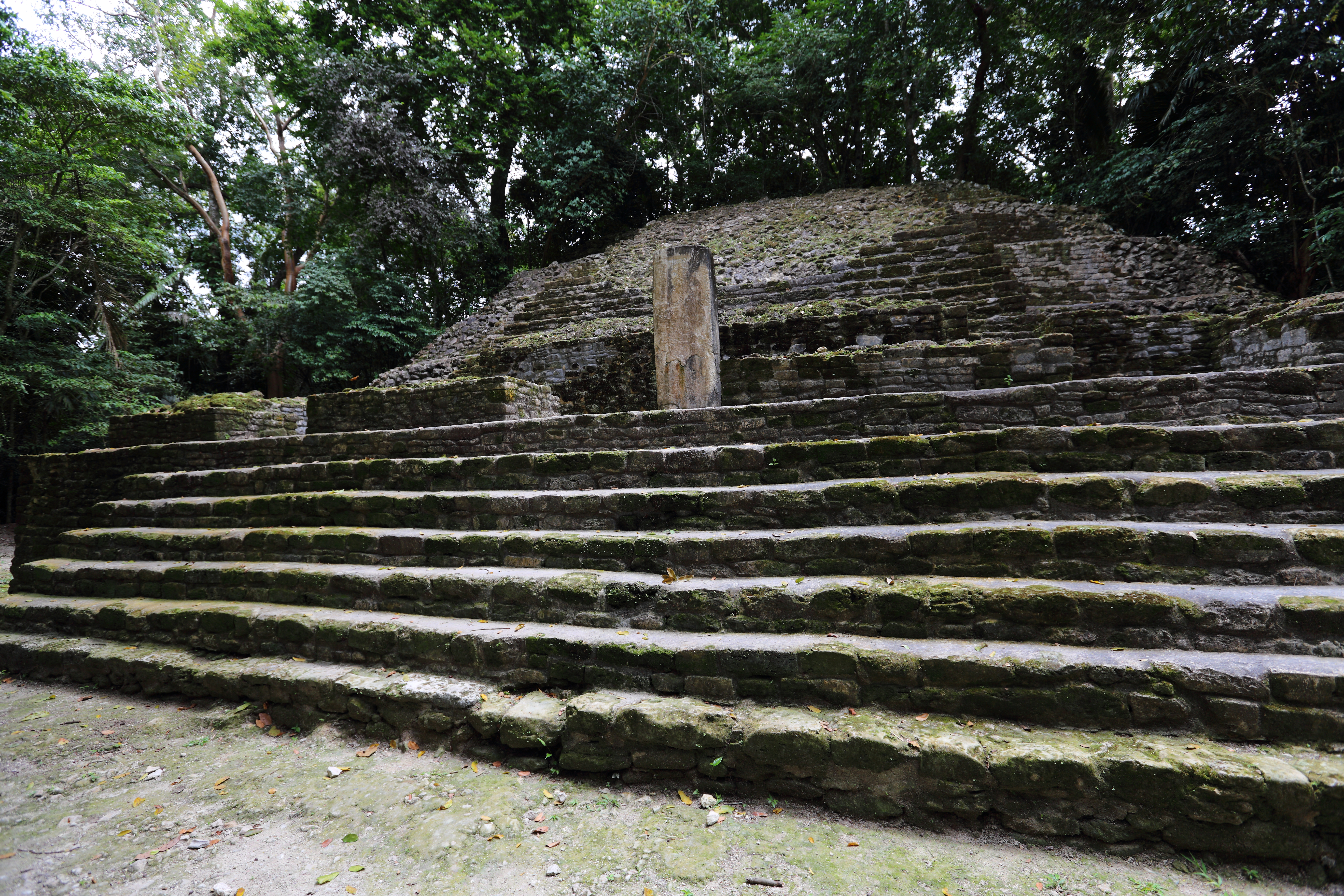
Пирамида стеллы (Stela Temple)
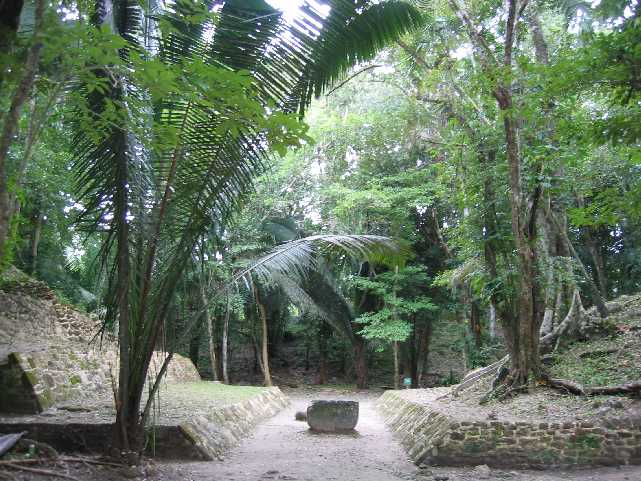
Поле для игры в мяч